# Ceriagrion
Ceriagrion és un gènere d'odonats zigòpters de la família Coenagrionidae. Les característiques principals d'aquest gènere són: coloració general vermella i negra, potes groguenques o vermelles. A Catalunya només hi ha una espècie, el ferrer cama-roig (Ceriagrion tenellum).

## Espècies[1]
- Ceriagrion aeruginosum (Brauer, 1869)
- Ceriagrion annulatum (Fraser, 1955)
- Ceriagrion annulosum (Lieftinck, 1934)
- Ceriagrion auranticum (Fraser, 1922)
- Ceriagrion auritum (Fraser, 1951)
- Ceriagrion azureum (Selys, 1891)
- Ceriagrion bakeri (Fraser, 1941)
- Ceriagrion batjanum (Asahina, 1967)
- Ceriagrion bellona (Laidlaw, 1915)
- Ceriagrion calamineum (Lieftinck, 1951)
- Ceriagrion cerinorubellum (Brauer, 1865)
- Ceriagrion chaoi (Schmidt, 1964)
- Ceriagrion citrinum (Campion, 1914)
- Ceriagrion coeruleum (Laidlaw, 1919)
- Ceriagrion corallinum (Campion, 1914)
- Ceriagrion coromandelianum (Fabricius, 1798)
- Ceriagrion fallax (Ris, 1914)
- Ceriagrion georgifreyi (Schmidt, 1953)
- Ceriagrion glabrum (Burmeister, 1839)
- Ceriagrion hamoni (Fraser, 1955)
- Ceriagrion hoogerwerfi (Lieftinck, 1940)
- Ceriagrion ignitum (Campion, 1914)
- Ceriagrion inaequale (Lieftinck, 1932)
- Ceriagrion indochinense (Asahina, 1967)
- Ceriagrion katamborae (Pinhey, 1961)
- Ceriagrion kordofanicum (Ris, 1924)
- Ceriagrion lieftincki (Asahina, 1967)
- Ceriagrion madagazureum (Fraser, 1949)
- Ceriagrion malaisei (Schmidt, 1964)
- Ceriagrion melanurum (Selys, 1876)
- Ceriagrion moorei (Longfield, 1952)
- Ceriagrion mourae (Pinhey, 1969)
- Ceriagrion nigroflavum (Fraser, 1933)
- Ceriagrion nigrolineatum (Schmidt, 1951)
- Ceriagrion nipponicum (Asahina, 1967)
- Ceriagrion oblongulum (Schmidt, 1951)
- Ceriagrion olivaceum (Laidlaw, 1914)
- Ceriagrion pallidum (Fraser, 1933)
- Ceriagrion praetermissum (Lieftinck, 1929)
- Ceriagrion rubellocerinum (Fraser, 1947)
- Ceriagrion rubiae (Laidlaw, 1916)
- Ceriagrion sakejii (Pinhey, 1963)
- Ceriagrion sinense (Asahina, 1967)
- Ceriagrion suave (Ris, 1921)
- Ceriagrion tenellum (de Villers, 1789)
- Ceriagrion tricrenaticeps (Legrand, 1984)
- Ceriagrion varians (Martin, 1908)
- Ceriagrion whellani (Longfield, 1952)